# Proluvijalni proces
Proluvijalni proces geomorfološki je proces koji nastaje pri djelovanju povremenih linijskih tokova na nerastvorljive stijenske mase. Postepeno može nastati od deluvijalnog procesa, kada difuzni tokovi, koji se slivaju niz padinu, naiđu na veća ili manja linijska udubljenja, koja su orijentirana niz padinu. U njima se sakuplja veća količina vode, zbog čega se povećava njena kinetička energija, a što dovodi do proširenja i produbljavanja tih udubljenja. Konačan rezultat je prelazak difuznog toka vode u niz povremenih linijskih tokova.
Također, povremeni linijski tokovi mogu se javiti i kao veoma snažne bujice, nastale poslije velikih oborina ili otapanja debljih snježnih pokrivača. Manji linijski tokovi, kao što su potoci, bilo stalni ili povremeni, dobivaju velike prilive vode i nastaju bujice.
Proluvijalni proces ima sve karakteristike zajedničke za padinske procese:
1. razvija se na padinama,
2. prostorno i vremenski je ograničen i obnovljiv je u kratkim vremenskim intervalima.

Razliku od deluvijalnog, pored linijskog, umjesto površinskog djelovanja, čini i znatno veća kinetička energija. Povećana energija je rezultat vrlo velikih količina vode i velike brzine njenog kretanja, posebno izraženih u slučaju bujica.